# Samuel Beal
Samuel Beal (geb. 27. November 1825; gest. 20. August 1889) war ein englischer Orientalist. Nachdem er als Marinekaplan in chinesischen Gewässern gedient hatte, erwarb sich später einen Ruf als einer der führenden britischen Gelehrten des chinesischen Buddhismus und war Professor für Chinesisch am University College in London. Dieses Amt hatte er neben seinen kirchlichen Pflichten bis zu seinem Tod inne. Er übersetzte zahlreiche chinesische Texte zur buddhistischen Geschichte, darunter die Reiseberichte Faxian zhuan 法显传 (Biografie von Faxian) und Da Tang Xiyu ji 大唐西域記 (Aufzeichnungen über die Westlichen Gebiete aus der Großen Tang-Dynastie) von Xuanzang.

## Publikationen (Auswahl)
- Travels of Fah-Hian and Sung-Yun, Buddhist pilgrims, from China to India (400 A.D. and 518 A.D.). (1869)
- The Catena of Buddhist Scriptures from the Chinese (1872) Digitalisat
- The Romantic Legend of Buddha (1876)
- Texts from the Buddhist Canon, Dhammapada (1878)
- The Fo-sho-hing-tsan-king [佛所行赞经], a life of Buddha. (von Ashvaghosha, Bodhisattva; vom Sanskrit ins Chinesische übersetzt von Dharmakṣema, A.D. 420.) 1883
- Buddhism in China (1884)
- Si-Yu-Ki: Buddhist Records of the Western World, by Hiuen Tsiang. 2 vols. Translated by Samuel Beal. London. Trübner’s Oriental Series 1884. Reprint: Delhi. Oriental Books Reprint Corporation. 1969. (Includes The Travels of Sung-Yun and Fa-Hien).
- The Life of Hiuen-Tsiang. Translated from the Chinese of Shaman Hwui Li by Samuel Beal. London. 1911. Reprint Munshiram Manoharlal, New Delhi. 1973.
- Chinese Accounts of India. Translated from the Chinese of Hiuen Tsiang. Beal, Samuel. Calcutta, 1957. Reprint Four volumes, S. 127, vi, (128)-523. Si-Yu-Ki - Buddhist Records of the Western World.
- Abstract of four lectures on Buddhist literature in China delivered at University College, London. Beal, Samuel. London Trubner, 1882